# پلاسیدیا
پلاسیدیا (انگلیسی: Placidia؛ 439–443 – c. 484 (aged ۴۱–۴۵)) امپراتریس روم باستان بود. دختر والنتینیان سوم، امپراتور روم امپراتوری روم غربی از ۴۲۵ تا ۴۵۵، و از ۴۵۴/۴۵۵ همسر الیبریوس بود که امپراتور روم در سال ۴۷۲ غربی شد. او یکی از آخرین همسران امپراتوری در غرب در طول سقوط امپراتوری روم غربی در دوران باستان متأخر روم بود.